# Villette-lès-Arbois
Villette-lès-Arbois – miejscowość i gmina we Francji, w regionie Burgundia-Franche-Comté, w departamencie Jura.
Według danych na rok 1990 gminę zamieszkiwało 309 osób, a gęstość zaludnienia wynosiła 57 osób/km² (wśród 1786 gmin Franche-Comté Villette-lès-Arbois plasuje się na 446. miejscu pod względem liczby ludności, natomiast pod względem powierzchni na miejscu 772.).